# Girls’ Generation (album 2011)
Girls’ Generation – pierwszy japoński album studyjny południowokoreańskiej grupy Girls’ Generation, wydany 1 czerwca 2011 rok. Został wydany w dwóch edycjach: regularnej i dwóch limitowanych. Osiągnął 1 pozycję na liście Oricon i pozostał na niej przez 83 tygodnie, sprzedał się w nakładzie 864 275 egzemplarzy. Album zdobył status płyty milion.
Album został wydany ponownie 28 grudnia 2011 roku pod tytułem Re:package Album “GIRLS’ GENERATION”～The Boys～.

## Lista utworów

### Girls' Generation
| Girls' Generation (CD)                    |                             |                                   | |      |
| Nr                                        | Tytuł                       | Słowa                             | Muzyka | Czas |
| 1.                                        | "MR.TAXI"                   | STY                               | STY, Scott Mann, Chad Royce, Paolo Prudencio, Allison Veltz                                                | 3:33 |
| 2.                                        | "GENIE" (wer. jap.)         | Kanata Nakamura, Yoo Young-jin    | Fridolin Nordso Schjoldan, Nermin Harambasic, Robin Jensen, Ronny Svendsen, Anne Judith Wik, Yoo Young-jin | 3:42 |
| 3.                                        | "you-aholic"                | STY                               | STY, Lindy Robbins, E.Kidd Bogart, Greg Ogan, Spencer Nezey                                                | 3:29 |
| 4.                                        | "Run Devil Run" (jap. wer.) | Kanata Nakamura, Hong Ji-yu       | Alex James, Michael Busbee, Kalle Engström                                                                 | 3:21 |
| 5.                                        | "BAD GIRL"                  | Hiro                              | Hiro, Jörgen Elofsson, Jesper Jakobson, Lauren Dyson                                                       | 3:44 |
| 6.                                        | "Beautiful Stranger"        | Hiro                              | Hiro, Leah Haywood, Daniel James, Carl Sturken, Evan Rogers                                                | 2:42 |
| 7.                                        | "I’m In Love With The HERO" | Kanata Nakamura                   | Leah Haywood, Daniel James, Kevin Christopher Ross, Bret Carlson Puchir                                    | 2:48 |
| 8.                                        | "Let It Rain"               | Hiro                              | Hiro, Love, Habolin                                                                                        | 3:40 |
| 9.                                        | "Gee" (wer. jap.)           | Kanata Nakamura, E-Tribe          | E-Tribe | 3:21 |
| 10.                                       | "THE GREAT ESCAPE"          | STY                               | STY, Andre Merritt, E.Kidd Bogart, Greg Ogan, Spencer Nezey                                                | 3:49 |
| 11.                                       | "HOOT" (wer. jap.)          | Kanata Nakamura, John Hyunkyu Lee | Alex James, Lars Halvor Jensen, Martin Michael Larsson                                                     | 3:17 |
| 12.                                       | "BORN TO BE A LADY"         | Kanata Nakamura                   | Leah Haywood, Daniel James, Shelly Peiken                                                                  | 3:56 |
| Girls' Generation (DVD)                   |                             |                                   | |      |
| Nr                                        | Tytuł                       | Tytuł                             | Tytuł | Czas |
| 1.                                        | "MR.TAXI" (wer. oryginalna) | "MR.TAXI" (wer. oryginalna)       | "MR.TAXI" (wer. oryginalna)                                                                                |      |
| 2.                                        | "GENIE" (wer. japońska)     | "GENIE" (wer. japońska)           | "GENIE" (wer. japońska)                                                                                    |      |
| 3.                                        | "Gee" (wer. japońska)       | "Gee" (wer. japońska)             | "Gee" (wer. japońska)                                                                                      |      |
| Girls' Generation (DVD limitowana Deluxe) |                             |                                   | |      |
| Nr                                        | Tytuł                       | Tytuł                             | Tytuł | Czas |
| 1.                                        | "MR.TAXI" (wer. oryginalna) | "MR.TAXI" (wer. oryginalna)       | "MR.TAXI" (wer. oryginalna)                                                                                |      |
| 2.                                        | "MR.TAXI" (wer. taneczna)   | "MR.TAXI" (wer. taneczna)         | "MR.TAXI" (wer. taneczna)                                                                                  |      |
| 3.                                        | "GENIE" (wer. japońska)     | "GENIE" (wer. japońska)           | "GENIE" (wer. japońska)                                                                                    |      |
| 4.                                        | "Gee" (wer. japońska)       | "Gee" (wer. japońska)             | "Gee" (wer. japońska)                                                                                      |      |

### Re:package Album “GIRLS’ GENERATION”～The Boys～
| "Girls' Generation" ~The Boys~ (CD) |                                                |      |
| Nr                                  | Tytuł                                          | Czas |
| 1.                                  | "The Boys" (wer. jap.)                         | 3:51 |
| 2.                                  | "THE GREAT ESCAPE" (Brian Lee remix)           | 4:57 |
| 3.                                  | "BAD GIRL" feat.DEV (The Cataracs remix)       | 4:30 |
| 4.                                  | "Time Machine"                                 | 3:58 |
| 5.                                  | "MR.TAXI"                                      | 3:33 |
| 6.                                  | "GENIE" (wer. jap.)                            | 3:42 |
| 7.                                  | "Gee" (wer. jap.)                              | 3:21 |
| 8.                                  | "I’m In Love With The HERO"                    | 2:48 |
| 9.                                  | "HOOT" (wer. jap.)                             | 3:17 |
| 10.                                 | "Let It Rain"                                  | 3:40 |
| 11.                                 | "Beautiful Stranger"                           | 2:42 |
| 12.                                 | "you-aholic"                                   | 3:29 |
| 13.                                 | "Run Devil Run" (wer. jap.)                    | 3:21 |
| 14.                                 | "BORN TO BE A LADY"                            | 3:56 |
| 15.                                 | "MR.TAXI" (Steve Aoki remix) (utwór dodatkowy) | 5:08 |

## Notowania
Girls’ Generation
| Lista                             | Pozycja |
| --------------------------------- | ------- |
| Oricon Weekly Albums Chart        | 1       |
| Oricon Yearly Albums Chart (2011) | 5       |
| Oricon Yearly Albums Chart (2012) | 25      |
| Billboard Top Album Sales (2011)  | 3       |
| Billboard Top Album Sales (2012)  | 89      |

Re:package Album “GIRLS’ GENERATION”～The Boys～
| Lista                            | Pozycja |
| -------------------------------- | ------- |
| Oricon Weekly Albums Chart       | 1       |
| Billboard Top Album Sales (2012) | 65      |